# Minangkabau Wikipédia
A Minangkabau Wikipédia (minangkabau nyelven: ) a Wikipédia projekt minangkabau nyelvű változata, egy internetes enciklopédia. A Minangkabau Wikipédiának 5 adminja, 20 808 felhasználója van, melyből 67 fő az aktív szerkesztő. A lapok száma (beleértve a szócikkeket, vitalapokat, allapokat és egyéb lapokat is) 472 733, a szerkesztések száma pedig 3 162 371.

## Mérföldkövek
- 2013. február 7. - elindul az oldal
- Jelenlegi szócikkek száma: 223 848 (2020. május 1.)